# The Ballad of Lucy Jordan
"The Ballad of Lucy Jordan" is een nummer van de Amerikaanse band Dr. Hook & The Medicine Show. Het nummer werd in 1974 uitgebracht op single. In 1979 nam Marianne Faithfull een succesvolle cover op voor haar album Broken English. Op 26 oktober van dat jaar werd het uitgebracht als de eerste single van het album.

## Achtergrond
"The Ballad of Lucy Jordan" is geschreven door Shel Silverstein en geproduceerd door Ron Haffkine, die verantwoordelijk is voor een groot deel van het werk van Dr. Hook. Oorspronkelijk werd de titel gespeld als "Jordon". Het nummer gaat over de mentale problemen van een huisvrouw, die naar het dak van een huis klimt wanneer men om haar heen te veel lacht. De versie van Dr. Hook stond niet op een regulier studioalbum en bereikte wereldwijd de hitlijsten niet.
In 1979 werd "The Ballad of Lucy Jordan" opgenomen door de Britse zangeres Marianne Faithfull voor haar album Broken English. Faithfull vertelde dat in haar interpretatie van het nummer Lucy het dak op klimt en wordt meegenomen door een ambulance, die haar naar een psychiatrische inrichting brengt, en dat zij de laatste regels in haar verbeelding denkt.
"The Ballad of Lucy Jordan" groeide uit tot een van de grootste hits van Faithfull, waarmee zij voor het eerst in veertien jaar een internationale top 10-hit scoorde. In Duitsland, Oostenrijk, Zwitserland en Zuid-Afrika kwam het in de top 10 terecht; echter kwam het in het Verenigd Koninkrijk niet verder dan plaats 48. In Nederland kwam de single tot de vijftiende plaats in de Top 40 en de negentiende plaats in de Nationale Hitparade, terwijl in Vlaanderen de zevende plaats in de voorloper van de Ultratop 50 werd gehaald.
Andere covers van "The Ballad of Lucy Jordan" zijn afkomstig van onder meer Bobby Bare, Belinda Carlisle, Kikki Danielsson, Johnny Darrell, Lee Hazlewood, Dennis Locorriere (de oorspronkelijke zanger van Dr. Hook) en Lucinda Williams.

## Hitnoteringen
Alle hitnoteringen zijn afkomstig van de versie van Marianne Faithfull.

### Nederlandse Top 40
| Hitnotering: 08-12-1979 t/m 02-02-1980 | Hitnotering: 08-12-1979 t/m 02-02-1980 | Hitnotering: 08-12-1979 t/m 02-02-1980 | Hitnotering: 08-12-1979 t/m 02-02-1980 | Hitnotering: 08-12-1979 t/m 02-02-1980 | Hitnotering: 08-12-1979 t/m 02-02-1980 | Hitnotering: 08-12-1979 t/m 02-02-1980 | Hitnotering: 08-12-1979 t/m 02-02-1980 | Hitnotering: 08-12-1979 t/m 02-02-1980 | Hitnotering: 08-12-1979 t/m 02-02-1980 |
| Week                                   | 1                                      | 2                                      | 3                                      | 4                                      | 5                                      | 6                                      | 7                                      | 8                                      |                                        |
| -------------------------------------- | -------------------------------------- | -------------------------------------- | -------------------------------------- | -------------------------------------- | -------------------------------------- | -------------------------------------- | -------------------------------------- | -------------------------------------- | -------------------------------------- |
| Positie                                | 35                                     | 29                                     | 25                                     | 20                                     | 15                                     | 17                                     | 22                                     | 39                                     | uit                                    |

### Nationale Hitparade
| Hitnotering: 15-12-1979 t/m 02-02-1980 | Hitnotering: 15-12-1979 t/m 02-02-1980 | Hitnotering: 15-12-1979 t/m 02-02-1980 | Hitnotering: 15-12-1979 t/m 02-02-1980 | Hitnotering: 15-12-1979 t/m 02-02-1980 | Hitnotering: 15-12-1979 t/m 02-02-1980 | Hitnotering: 15-12-1979 t/m 02-02-1980 | Hitnotering: 15-12-1979 t/m 02-02-1980 | Hitnotering: 15-12-1979 t/m 02-02-1980 | Hitnotering: 15-12-1979 t/m 02-02-1980 |
| Week                                   | 1                                      | 2                                      | 3                                      | 4                                      | 5                                      | 6                                      | 7                                      | 8                                      |                                        |
| -------------------------------------- | -------------------------------------- | -------------------------------------- | -------------------------------------- | -------------------------------------- | -------------------------------------- | -------------------------------------- | -------------------------------------- | -------------------------------------- | -------------------------------------- |
| Positie                                | 37                                     | 22                                     | 19                                     | 25                                     | 20                                     | 19                                     | 25                                     | 39                                     | uit                                    |

### NPO Radio 2 Top 2000
| Nummer met noteringen in de NPO Radio 2 Top 2000 | '99 | '00 | '01 | '02 | '03 | '04 | '05 | '06 | '07 | '08 | '09  | '10  | '11  | '12  | '13  | '14  | '15  |
| ------------------------------------------------ | --- | --- | --- | --- | --- | --- | --- | --- | --- | --- | ---- | ---- | ---- | ---- | ---- | ---- | ---- |
| The Ballad of Lucy Jordan                        | 732 | 644 | 791 | 723 | 905 | 715 | 688 | 835 | 975 | 798 | 1003 | 1097 | 1255 | 1487 | 1452 | 1383 | 1873 |

1. ↑  Een vetgedrukt getal geeft de hoogste notering aan.
2. ↑  Deze tabel is bijgewerkt tot en met de laatste editie (2024).